# 齊藤進之介
齊藤 進之介（さいとう　しんのすけ、1988年12月1日 - ）は、日本の映画コメンテーター、TikTokクリエイター(活動名はしんのすけ)、OCA大阪デザイン&ITテクノロジー専門学校講師、映像作家。

## 略歴
京都府出身。京都造形芸術大学映画学科卒業後、東映京都撮影所に入り、時代劇ドラマ『水戸黄門』の助監督を務める。2014年に拠点を東京とし、映像制作会社スタジオ-884に入社、『HiGH&LOW〜THE STORY OF S.W.O.R.D.〜』などの映画、ドラマ、CM作品を手掛けた。2018年に独立。
2019年の夏より、"映画感想TikTokクリエイター・しんのすけ"として発信を開始した。
ショートムービープラットフォーム「TikTok（ティックトック）」と東宝株式会社の共同企画の映画祭『TikTok TOHO Film Festival 2021』の審査員。 アメリカアカデミー賞公認・アジア最大級の国際短編映画祭、ショートショートフィルムフェスティバル(SSFF & ASIA 2021)公式SNSナビゲーターを務めた。

## 出演

### イベント
- 映画紹介チャレンジ[3]（TikTokとFilmarksのコラボイベント）
- ミニシアターパーク[4](出演：渡辺真起子、井浦新、斎藤工)
- シン・エヴァンゲリオン劇場版スペシャルLIVE[5]（出演：緒方恵美、高橋洋子）
- TikTok推し漫グランプリ（主催：ナンバーナイン）

## 連載
- スポニチ×インフルエンサー（コラム）